# Myrmotherula pacifica
Myrmotherula pacifica là một loài chim trong họ Thamnophilidae.
Loài này được tìm thấy ở Colombia, Ecuador và Panama, sống trong rừng, rừng phát quang, ven rừng và các khu vườn.
Loài này được mô tả lần đầu tiên vào năm 1911 bởi các nhà nghiên cứu chim người Áo Carl Eduard Hellmayr. Loài này đã từng được coi là cùng loài với myrmotherula surinamensis và myrmotherula multistriata nhưng ba có những giọng hót khác nhau và có những khác biệt nhất định trong bộ lông của các loài này.